# Сальково (Кировоградская область)
Са́льково (укр. Салькове) — посёлок в Завальевской поселковой общине Голованевского района Кировоградской области Украины.

## Географическое положение
Расположен на реке Южный Буг.

## История
Поселение возникло в конце XVIII века.
В начале февраля 1918 года в селе был избран Совет крестьянских депутатов и установлена Советская власть, в 1922 году создано товарищество по совместной обработке земли.
В 1939 году Сальковский колхоз имени Парижской коммуны был участником Всесоюзной сельскохозяйственной выставки.
В ходе Великой Отечественной войны село было оккупировано немецкими войсками. В условиях оккупации в июне 1942 года здесь начала деятельность советская подпольная организация, которую возглавил работник сахарного завода И. М. Грабовский (шесть подпольщиков были выявлены и расстреляны гитлеровцами).
20 сентября 1962 года Сальково получило статус посёлка городского типа.
По состоянию на начало 1972 года численность населения составляла 2,2 тыс. человек, здесь действовали сахарный комбинат (в состав которого входили Сальковский сахарный завод и обеспечивающий его сырьём свеклосовхоз с 7235 гектарами сельскохозяйственных земель), средняя школа, четыре медпункта, три библиотеки с фондом 27,3 тыс. книг, детский сад и два клуба.
В январе 1989 года численность населения составляла 2140 человек.
По состоянию на 1 января 2013 года численность населения составляла 1789 человек.
До 2020 года посёлок входил в Гайворонский район

## Транспорт
Посёлок находится в 6 км от ближайшей железнодорожной станции Хащеватое (на линии Гайворон — Подгородная) Одесской железной дороги.